# Höglmühle

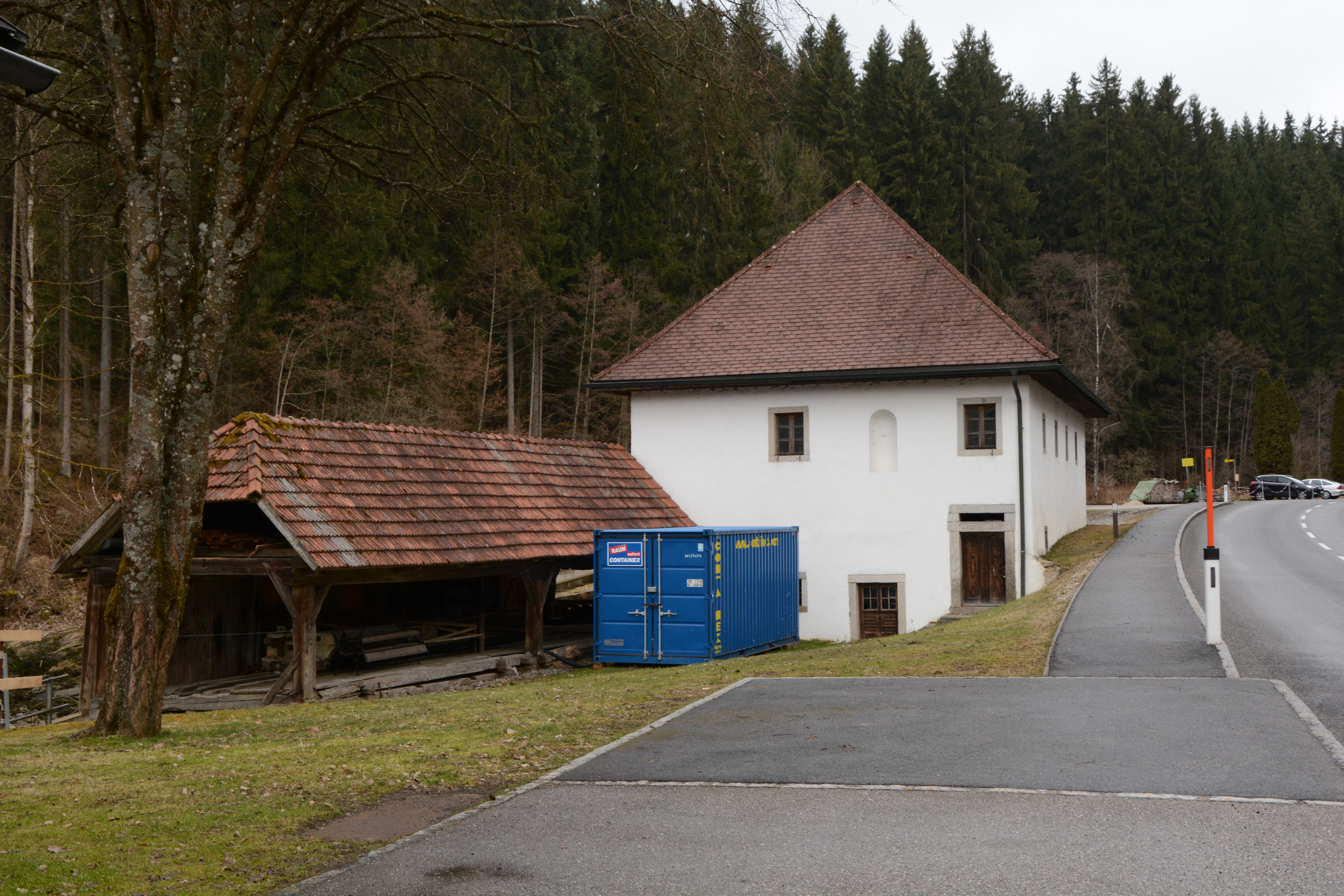
Südostfassade mit ehemaliger Säge

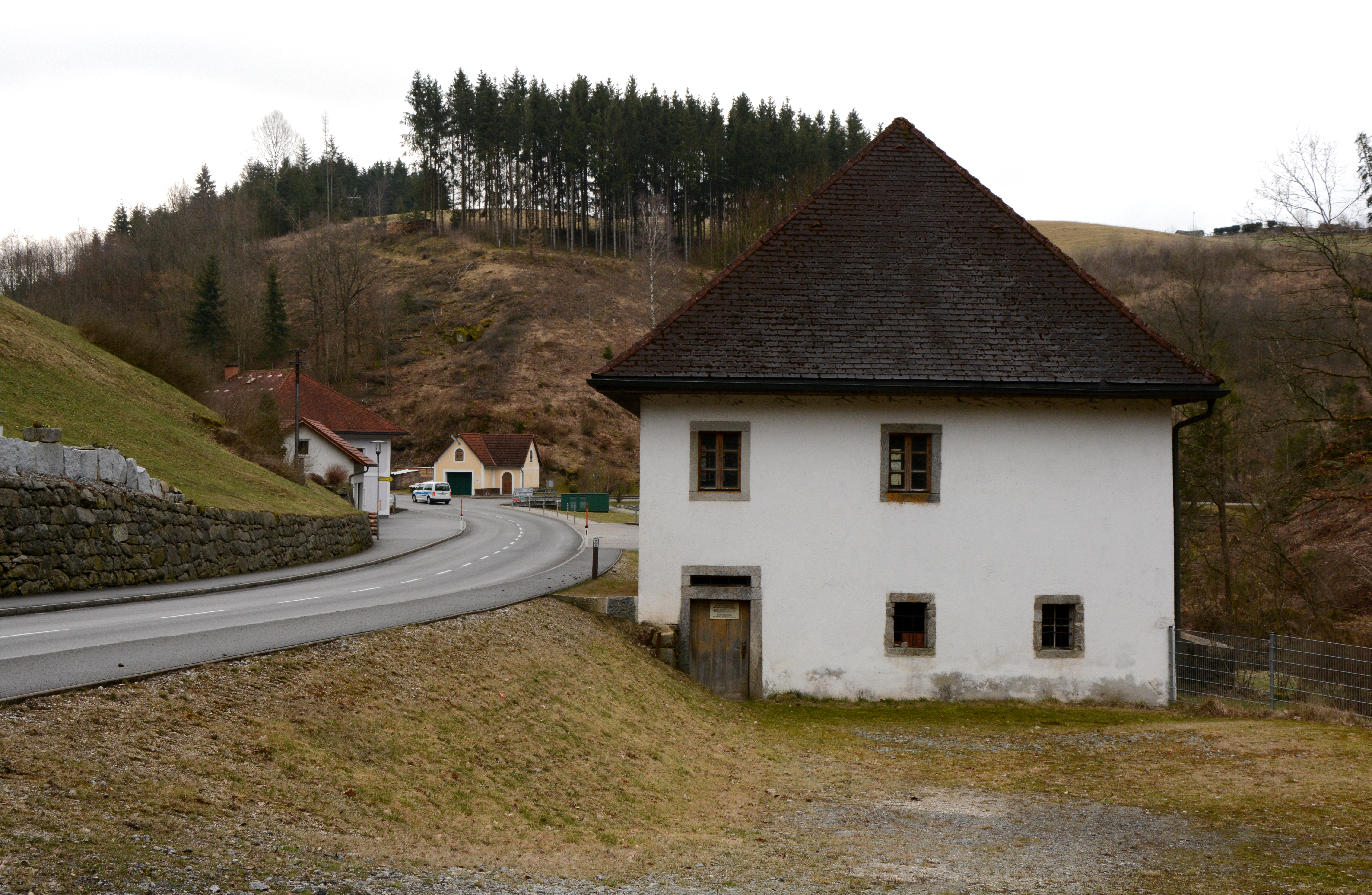
Nordwestfassade

Die Höglmühle war eine Wassermühle in der Ortschaft Hühnergeschrei der Gemeinde Altenfelden im oberösterreichischen Mühlviertel. Die Mühle an der Kleinen Mühl, deren Existenz seit dem frühen 17. Jahrhundert belegt ist, stellte um 1949 den Betrieb ein. Heute sind nur noch rund 2/3 des Gebäudekomplexes aus der Mitte des 19. Jahrhunderts vorhanden. 

## Geschichte
Als erste Besitzer der Höglmühle sind Paul und Eva Perger aus dem Jahr 1627 überliefert. Der Betrieb unterstand der Grundherrschaft der Herrschaft Pürnstein-Hölling I und verfügte neben den Wasserrechten auch über ½ Joch Grund. Die Mühle wechselte oftmals den Besitz und war ab 1730 bis zu Beginn des 19. Jahrhunderts in Besitz der Familie Asanger. 1825 kaufte Kaspar Mörtenschlag den Betrieb, der in der Folge bis Ende des 19. Jahrhunderts in der Familie weitergegeben wurde. Danach stand die Mühle in Besitz der Familie Bruckmüller bzw. Schmöller-Peherstorfer. In der Höglmühle wurde bis etwa 1949 Mehl gemahlen, nur während der Einberufung des Besitzers Hermann Peherstorfer zwischen 1943 und 1947 ruhte der Betrieb. Die Produktion von Leinöhl war bereits 1920 aufgegeben worden. Nach der Aufgabe des Betriebs wurden Teile des Gebäudekomplexes abgerissen, 1976 verschwand auch das Wehr. Nachdem sich die Besitzerfamilie zwischen 1978 und 1982 ein neues Haus außerhalb von Hühnergeschrei errichtet hatte, kaufte die ortsansässige Firma Kneidinger die Reste der Mühle um das Wasserrecht zu erhalten. In der Folge errichtete die Firma Kneidinger ein E-Werk.

## Bauwerke
Die heute noch bestehenden Reste des Gebäudekomplexes stammen aus der Mitte des 19. Jahrhunderts. Das zweigeschoßige Wohnhaus mit steilem Walmdach verfügt über granitene Steingewände, eine rundbogige Nische sowie einen Türsturz mit der Jahreszahl 1863. Der links anschließende längsrechteckige Holzbau beherbergt die stillgelegte Einblattsäge, die ebenfalls aus der Mitte des 19. Jahrhunderts stammt. Ursprünglich befand sich das Niveau der vorbeiführenden Straße auf der Ebene des Eingangsbereichs an der Südostfassade. Im Zuge der Straßenverbreiterung wurde das Straßenniveau jedoch angehoben. Zudem verschwand der an den Mühlentrakt zur Straße anschließende Hausstock, sodass von der ehemals fünfgliedrigen Südostfassade nur noch drei Fensterreihen übrig blieben. Dort wo sich heute die Nordwestfassade befindet, schloss sich vor dem Abriss ein rundbogiges Tor sowie weitere Teile des Hausstocks an. Links von der Säge, die bis in die 1970er Jahre betrieben wurde, befand sich zudem das Ausnehmerhäusl (Hühnergeschrei Nr. 2) mit Wagenhütte und Troadboden, sodass der Komplex bis zur heutigen Kapelle reichte.